# ムラサキゴテン
ムラサキゴテン（紫御殿、学名：Tradescantia pallida 'Purpurea'）は、ツユクサ科の園芸植物。（シノニムSetcreasea pallida 'Purple Heart'）。別名パープルハート、セトクレアセア（園芸品種名で通用する）。

## 特徴
地上部全体が紫色をしており、葉はやや多肉で長楕円形。長さ10cm、幅2cm。葉全面に白く柔らかい毛が密生。茎は直立するが、成長すると倒れてほふくする。6～9月頃に紅紫色の花を付ける。乾燥した日当たりの良い環境を好む。メキシコ原産で、1955年頃に渡来した。原種はほとんど栽培されることはない。耐寒性はそれほど強くないが、日本では東京より西であれば戸外でも越冬可能。
近縁種に葉に淡赤紫色の縞模様が入る「フイリムラサキゴテン」（T. pallida ‘Purple Heart Variegata’）がある。
以前はセトクレアセア属（Setcreasea）に分類されていたため、セトクレアセアの名のでもよく知られる。